# Werner Muff
Werner Muff, né le 25 février 1974 à Sursee, est un cavalier suisse de saut d’obstacles. Il a remporté un diplôme olympique aux Jeux olympiques d'été de 2012 en terminant à la quatrième place du saut d'obstacles par équipes avec Steve Guerdat, Paul Estermann et Pius Schwizer.